# SFL Bremerhaven
SFL Bremerhaven is een Duitse sportvereniging uit het stadsdeel Leherheide van de stad Bremerhaven. De club ontstond in 1975 na een fusie tussen SG Leherheide en TuS Eintracht Bremerhaven

## Geschiedenis
Op 10 januari 1975 gingen de SG Leherheide en TuS Eintracht Bremerhaven een fusie aan onder de naam Sport-Freizeit Leherheide, kortweg SFL Bremerhaven. SG  Leherheide ontstond in 1911 als SpVgg Leherheide door zich af te splitsen van de vereniging Leher Turnerschaft. De SpVgg werd in 1933 door de nationaalsocialisten verboden en in 1945 als SG Leherheide opnieuw opgericht. TuS Eintracht Bremerhaven werd in 1964 opgericht.

### Voetbal
In 1974 promoveerde SG Leherheide voor de eerste keer naar de Landesliga Bremen, toen het vierde voetbalniveau in Duitsland. Vier jaar later werd Lothar Lazar trainer en voerde zijn team meteen naar promotie in de Verbandsliga. Met talrijke voormalige spelers van OSC Bremerhaven en de Poolse international Bogdan Masztaler werd SFL in het debuutjaar meteen kampioen. SFL boekte in de promotieserie voor de Oberliga echter alleen tegen Eutin 08 een overwinning. Twee jaar later behaalden de Leherheider hun tweede Bremer kampioenschap maar boekten opnieuw slechts één overwinning in de promotieserie en wel tegen de latere promovendus Olympia Wilhelmshaven.
Pas bij het derde Bremer kampioenschap in 1988 lukte de sprong in de Oberliga Nord. Op de laatste speeldag kaapte SFL met een 2-1 overwinning bij het tot dan toe in punten gelijkstaande VfB Lübeck de titel weg. De pers betitelde het team als "de Promovendus die uit de hemel viel". De Oberliga was voor de Bremerhavener echter een maatje te groot. Zonder een enkele thuiszege en met maar 21 gescoorde doelpunten daalde SFL direct weer af naar de Verbandsliga. In 1992 werd SFL voor de vierde keer Bremer kampioen maar kwam in de promotieserie niet verder dan een derde plaats. Bij de herinvoering van de Regionalliga in 1995 slaagde SFL er niet in zich te plaatsen voor de Oberliga waardoor het weliswaar in de Verbandsliga bleef spelen maar dat was vanaf 1995 het vijfde voetbalniveau in Nedersaksen en Bremen. In 2002 degradeerde SFL naar de Landesliga en in 2005 zelfs naar de Bezirksliga. Eerst negen jaar later keerde SFL terug in de Landesliga en weer vier jaar later waren de "Heidjer" weer terug op het hoogste Bremer amateurniveau, de Bremen-Liga.
Na het seizoen 2021/22 trok de vereniging zich terug uit de Bremen-Liga, alhoewel het team op de 10e plaats was geëindigd. Er volgt een herstart op het 8e niveau, in de 1. Kreisliga A.

## Eindklasseringen vanaf 1978
| Seizoen | Competitie          | Niveau | Eindstand | DFB Pokal | Opmerking                                                                   |
| ------- | ------------------- | ------ | --------- | --------- | --------------------------------------------------------------------------- |
| 1978/79 | Landesliga Bremen   | V      | 1         | --        |                                                                             |
| 1979/80 | Verbandsliga Bremen | IV     | 1         | --        | 4e in promotieserie groep B met 4 clubs                                     |
| 1980/81 | Verbandsliga Bremen | IV     | 2         | --        |                                                                             |
| 1981/82 | Verbandsliga Bremen | IV     | 1         | --        | 3e in promotieserie groep B met 4 clubs                                     |
| 1982/83 | Verbandsliga Bremen | IV     | 2         | --        |                                                                             |
| 1983/84 | Verbandsliga Bremen | IV     | 11        | --        |                                                                             |
| 1984/85 | Verbandsliga Bremen | IV     | 9         | --        |                                                                             |
| 1985/86 | Verbandsliga Bremen | IV     | 4         | --        |                                                                             |
| 1986/87 | Verbandsliga Bremen | IV     | 2         | --        |                                                                             |
| 1987/88 | Verbandsliga Bremen | IV     | 1         | --        | 1e in promotieserie groep B met 4 clubs                                     |
| 1988/89 | Oberliga Nord       | III    | 17        | --        |                                                                             |
| 1989/90 | Verbandsliga Bremen | IV     | 3         | --        | Finalist Bremer Pokal > Werder Bremen amateurs: 0-2                         |
| 1990/91 | Verbandsliga Bremen | IV     | 3         | --        |                                                                             |
| 1991/92 | Verbandsliga Bremen | IV     | 1         | --        | 3e in promotieserie groep B met 4 clubs                                     |
| 1992/93 | Verbandsliga Bremen | IV     | 5         | --        |                                                                             |
| 1993/94 | Verbandsliga Bremen | IV     | 7         | --        |                                                                             |
| 1994/95 | Verbandsliga Bremen | V      | 7         | --        |                                                                             |
| 1995/96 | Verbandsliga Bremen | V      | 11        | --        |                                                                             |
| 1996/97 | Verbandsliga Bremen | V      | 8         | --        |                                                                             |
| 1997/98 | Verbandsliga Bremen | V      | 13        | --        |                                                                             |
| 1998/99 | Verbandsliga Bremen | V      | 11        | --        |                                                                             |
| 1999/00 | Verbandsliga Bremen | V      | 10        | --        |                                                                             |
| 2000/01 | Verbandsliga Bremen | V      | 9         | --        |                                                                             |
| 2001/02 | Verbandsliga Bremen | V      | 15        | --        |                                                                             |
| 2002/03 | Landesliga Bremen   | VI     | 5         | --        |                                                                             |
| 2003/04 | Landesliga Bremen   | VI     | 5         | --        |                                                                             |
| 2004/05 | Landesliga Bremen   | VI     | 15        | --        |                                                                             |
| 2005/06 | Bezirksliga Bremen  | VII    | 11        | --        |                                                                             |
| 2006/07 | Bezirksliga Bremen  | VII    | 9         | --        |                                                                             |
| 2007/08 | Bezirksliga Bremen  | VII    | 5         | --        |                                                                             |
| 2008/09 | Bezirksliga Bremen  | VII    | 4         | --        |                                                                             |
| 2009/10 | Bezirksliga Bremen  | VII    | 3         | --        |                                                                             |
| 2010/11 | Bezirksliga Bremen  | VII    | 5         | --        |                                                                             |
| 2011/12 | Bezirksliga Bremen  | VII    | 3         | --        |                                                                             |
| 2012/13 | Bezirksliga Bremen  | VII    | 2         | --        |                                                                             |
| 2013/14 | Bezirksliga Bremen  | VII    | 1         | --        |                                                                             |
| 2014/15 | Landesliga Bremen   | VI     | 4         | --        |                                                                             |
| 2015/16 | Landesliga Bremen   | VI     | 3         | --        |                                                                             |
| 2016/17 | Landesliga Bremen   | VI     | 3         | --        |                                                                             |
| 2017/18 | Landesliga Bremen   | VI     | 2         | --        |                                                                             |
| 2018/19 | Bremen-Liga         | V      | 3         | --        |                                                                             |
| 2019/20 | Bremen-Liga         | V      | 4         | --        | competitie afgebroken i.v.m. coronapandemie                                 |
| 2020/21 | Bremen-Liga         | V      | --        | --        | Competitie afgebroken i.v.m. coronapandemie. Er wordt geen stand opgemaakt. |
| 2021/22 | Bremen-Liga         | V      | 10        | --        | Na het seizoen teruggetrokken naar de 1. Kreisliga A (niveau 8)             |

### Basketbal
De afdeling basketbal van SFL Bremerhaven vormde vanaf 1991 samen met de basketballers van OSC Bremerhaven de Spielgemeinschaft BSG Bremerhaven. Sinds 2011 treedt het team als Eisbären Bremerhaven in de competitie aan en speelt sinds 2005 in de Basketbal-Bundesliga.
SG Aumund-Vegesack ·
Blumenthaler SV ·
BTS Neustadt ·
FC Union 60 Bremen ·
OSC Bremerhaven ·
Brinkumer SV ·
TV Eiche Horn ·
ESC Geestemünde ·
SV Hemelingen ·
FC Oberneuland ·
SC Vahr-Blockdiek ·
TuRa Bremen ·
Vatan Spor Bremen ·
Werder Bremen III ·
TS Woltmershausen